# Bryan Gunn
Pour les articles homonymes, voir Gunn.
Bryan Gunn, né le 22 décembre 1963 à Thurso (Écosse), est un footballeur écossais, qui évoluait au poste de gardien de but à Norwich City et en équipe d'Écosse. 
Gunn reçoit six sélections avec l'équipe d'Écosse entre 1990 et 1994.

## Carrière de joueur

### Enfance
Bryan Gunn naît le 22 décembre 1963 à Thurso, en Écosse. Il est le fils de James Gunn, chauffeur-routier, et de Jessie Sinclair, cantinière à la centrale nucléaire de Dounreay avec lesquels il vivait dans une ferme. James était un sportif amateur, il jouait au football pour l'équipe locale de Invergordon FC et remportait des médailles lors des Highland Games.
À l'âge de quatre ans, il commence à jouer au poste de gardien de but. Lorsque Bryan a quatre ans et demi, la famille déménage à Invergordon. Il intègre alors l'équipe de football de l'école.
Bobby Geddes étant préféré à lui comme gardien de but pour l'équipe, Bryan évolue alors en tant que joueur de champ.

### Clubs
Il joue principalement en faveur de l'équipe anglaise de Norwich City, club où il évolue pendant 12 saisons.

### Équipe nationale
Bryan Gunn reçoit 6 sélections en équipe d'Écosse entre 1990 et 1994.
Il joue son premier match en équipe nationale le 16 mai 1990 contre l'Égypte, et son dernier le 27 mai 1994 contre les Pays-Bas.

## Carrière d'entraîneur
Il est nommé entraîneur de Norwich City, d'abord intérimaire le 16 janvier 2009, puis est confirmé officiellement le 13 mai 2009, mais il est licencié le 14 août 2009, après seulement 2 matchs dont une retentissante défaite 1-7. Quatre jours plus tard, il est remplacé à la tête des Canaries par un autre Écossais, l'ancien international Paul Lambert. Son bilan général à Norwich aura été de 6 victoires sur 21 matchs joués, 5 matchs nuls et 10 défaites.

## Palmarès

### En équipe nationale
- 6 sélections et 0 but avec l'équipe d'Écosse entre 1990 et 1994

### Avec Aberdeen
- Vainqueur de la Coupe d'Europe des vainqueurs de coupe en 1983
- Vainqueur de la Supercoupe de l'UEFA en 1983
- Champion d'Écosse en 1984 et 1985
- Vainqueur de la Coupe d'Écosse en 1982, 1983, 1984 et 1986
- Vainqueur de la Coupe de la Ligue écossaise en 1986

### Avec Hibernian
- Champion d'Écosse de D2 en 1999